# 885 до н. е.

## Події
- Ассирійський цар Тукульті-Нінурта II пішов у військовий похід проти держав Біт-Замані[en] та Наїрі на північ від Ассирії та переміг їх.
- І-ван (夷王, особисте ім'я Цзі Сє), дев'ятий цар династії Чжоу в Китаї (885-878 рр. до н. е.).

### Астрономічні явища
- 18 січня. Кільцеподібне сонячне затемнення.[1]
- 13 липня. Повне сонячне затемнення.[1]